# Oinomaos
Oinomaos (latinsky Oenomaus) je v řecké mytologii syn boha války Area a jeho milenky Harpiny. Byl králem v élidské Píse.
Měl dceru Hippodameiu, o jejíž kráse se vyprávěly zvěsti. O její ruku se ucházela řada urozených nápadníků, ale protože nedokázali splnit podmínku jejího otce, zemřeli a jejich hlavy zdobily hradní bránu.
Až přišel Pelops, syn Tantalův, král v Sipylu, odkud však byl vyhnán vojsky krále Íla. Připlul až do Písy, zalíbila se mu králova dcera a požádal o její ruku. Jenže Oinomaos byl rozhodnut, že svou dceru nikdy neprovdá, protože věštba pravila, že jeho zeť bude příčinou jeho smrti. A tak sice každého nápadníka vlídně přijal, ale vyzval ho ke zkoušce zdatnosti. Dostane jeho dceru, když zvítězí v závodě s koňmi. Ale bylo další pravidlo: vítěz poraženého probodne oštěpem a usekne mu hlavu.
Pelops brzy zjistil, že král vždy vítězí, i když dá soupeři velký náskok. Měl totiž zázračné koně, daroval mu ho jeho otec, bůh války Áres. Ovšem Pelops měl zase od boha Poseidóna vůz s okřídlenými koly (nebo jiní říkali, že ho táhli okřídlení koně). Zatímco krále poháněl strach ze smrti, u Pelopa to byla láska k princezně. Navíc se pojistil - obětoval bohatě bohům a obdaroval královského vozataje Myrtila, aby uvolnil zákolník králova závodního vozu. Jiná verze uvádí, že ho podplatila sama Hippodameia, protože se chtěla vdávat. Závod probíhal jako obvykle - král dal Pelopovi náskok, ale když ho v cílové rovince doháněl a chtěl ho probodnout oštěpem, kolo vypadlo a on si při havárii roztříštil lebku. Pelops vyslovil politování, obětoval bohům a po uplynutí doby smutku se oženil s Hippodameiou. Stal se nástupcem trůnu v Píse a prý založil na památku slavnostní hry, zasvěcené Olympskému Diovi. (Sparťané tvrdí, že je založil Héraklés.)
Vozataje Myrtila, který zradil svého krále, Pelops bez váhání svrhl s vysoké skály do moře, ale Myrtilos ho před smrtí ještě proklel.

## Odraz v umění
Tento mýtus se zachoval v mnoha verzích, které jsou od sebe i v detailech velmi odlišné. Výjevy z mýtu jsou zachovány na mnoha vázových malbách, z nich nejznámější je
- Pelops a Hippodameia na voze (asi z konce 5. stol. př. n. l.,
- reliéf Příprava k závodu Oinomaa s Pelopem je na východním štítu Diův chrám|Diova chrámu v Olympii.
- dramaticky je zpracován v trilogii o Hippodamei Jaroslava Vrchlického, zhudebněné Zdeňkem Fibichem